# Iago (genere)
Iago Compagno & Springer, 1971 è un genere di palombi della famiglia dei Triakidi presente, con tre specie, nel mar Rosso, nell'oceano Indiano settentrionale e nel Pacifico occidentale dall'Australia fino alle Filippine e alle Vanuatu. Il genere deve il nome all'antagonista dell'Otello di William Shakespeare.

## Descrizione
Le specie di questo genere hanno un corpo snello e misurano tra i 37 e i 75 cm di lunghezza. Il muso è di media lunghezza e arrotondato se visto dall'alto e dal basso. Gli occhi, ovali e disposti orizzontalmente, si trovano ai lati della testa. I lobi nasali anteriori sono bassi, di forma arrotondata o squadrata e nettamente separati tra loro e dal muso. I solchi nasorali sono assenti. La distanza tra le narici è da 1,4 a 2 volte quella del loro diametro. La bocca è angolata e di medie dimensioni. I solchi labiali sono di media lunghezza; quelli superiori possono raggiungere quasi il livello della sinfisi mascellare o essere brevi. I denti sono a forma di lama e appiattiti e differiscono solo leggermente tra mascella superiore e inferiore. La prima pinna dorsale è di taglia media e la lunghezza della sua base è pari alla metà o di poco inferiore a quella del margine caudale superiore. La base della prima pinna dorsale ha inizio, a seconda degli esemplari, dal livello della parte anteriore della base della pinna pettorale fino al suo terzo posteriore. Il centro della base della prima pinna dorsale è più vicino alla base della pinna pettorale che alla base della pinna pelvica. La seconda pinna dorsale è solo leggermente più piccola della prima: la sua altezza è pari o inferiore ai 4/5 dell'altezza della prima dorsale. La pinna anale è notevolmente più piccola della seconda pinna dorsale. Il lobo inferiore della pinna caudale è poco sviluppato. Il lobo ipoassiale della pinna caudale è moderatamente lungo.

## Tassonomia
Il genere comprende tre specie:

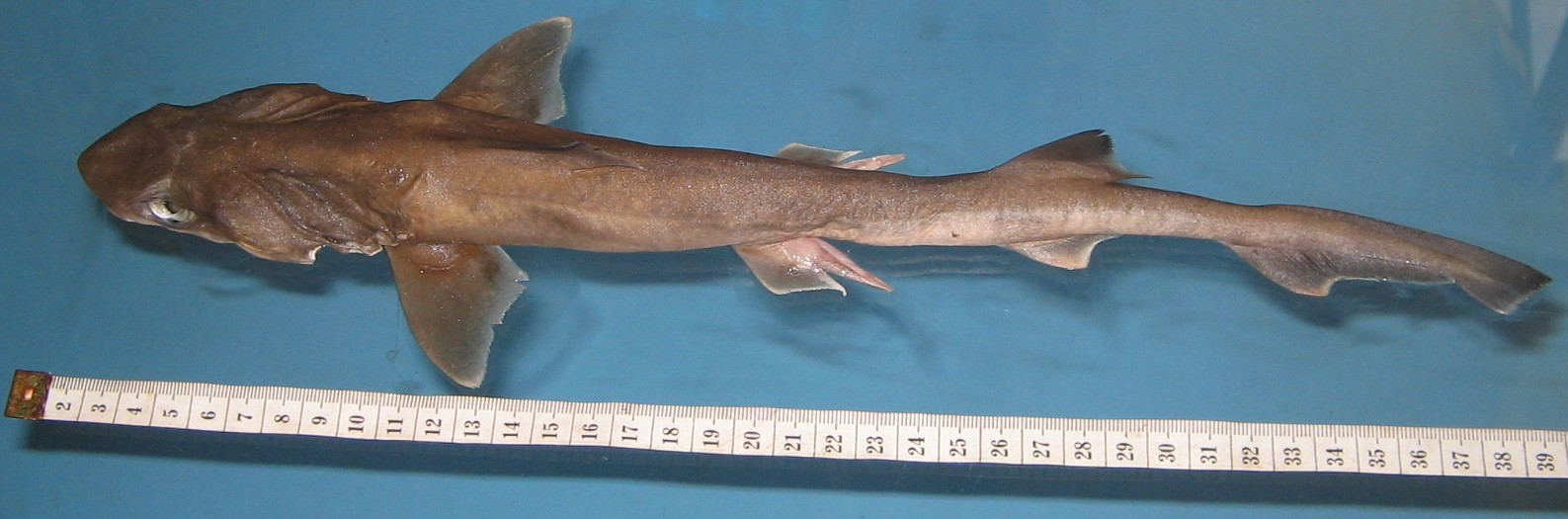
Esemplare di I. omanensis o I. mangalorensis

- Palombo dagli occhi grandi - Iago omanensis (Norman, 1939), presente fino a 2200 metri di profondità nel mar Rosso e nel golfo di Oman;
- Palombo dal muso lungo - Iago garricki Fourmanoir & Rivaton, 1979, presente nelle acque di Vanuatu, fino alle Filippine;
- Iago mangalorensis (Cubelio, Remya & Kurup, 2011), diffuso dal golfo di Aden all'India sud-occidentale.